# Axinyssa valida
Axinyssa valida är en svampdjursart som först beskrevs av Thiele 1899.  Axinyssa valida ingår i släktet Axinyssa och familjen Halichondriidae. Inga underarter finns listade i Catalogue of Life.